# Izvor (metropolitana di Bucarest)
Izvor è una stazione delle linee M1 e M3 della metropolitana di Bucarest.
Serve il vicino Palazzo del Parlamento, uno degli edifici dell'Università Veterinaria di Bucarest, il liceo Gheorghe Lazăr e i giardini Cişmigiu.

## Storia
È stata aperta il 19 novembre 1979 come parte della prima linea della metropolitana di Bucarest, tra Semanatoarea e Timpuri Noi, sulla riva destra del fiume Dâmboviţa, in quello che allora era il quartiere Izvor (l'intera area sulla destra la sponda del fiume Dâmboviţa fu demolita quattro anni dopo durante i riassetti urbanistici di Nicolae Ceauşescu per far posto al Palazzo del Parlamento).

## Descrizione
La stazione è poco profonda, con due piattaforme laterali che consentono l'accesso ai binari posizionati centralmente. A causa della poca profondità non c'è alcun piano di collegamento superiore tra le banchine, e gli architetti della metropolitana di Bucarest hanno deciso di non costruire vestiboli fuori terra come quelli che si trovano a Mosca o Londra. In quanto tale, le biglietterie automatiche sono allo stesso livello dei binari stessi. Poiché tutti gli ingressi si trovano sulla piattaforma in direzione sud, gli architetti hanno progettato un passaggio che corre sotto i binari per fornire l'accesso dalla piattaforma in direzione sud alla piattaforma in direzione nord. L'unica altra stazione con una organizzazione simile è quella di Berceni, l'estremità meridionale della M2.
La stazione utilizza uno schema di colori grigio scuro e beige chiaro, con illuminazione bianca fredda. La stazione è piuttosto piccola, essendo inizialmente costruita per servire un'area residenziale piuttosto a bassa densità.

## Curiosità
Esiste una leggenda per cui alla fine degli anni '70, quando la linea era in costruzione, il presidente Ceauşescu ordinò che questa stazione fosse collegata al Palazzo del Parlamento tramite un tunnel ferroviario di interconnessione. Se questo sia vero o falso rimane un mistero.